# Szczaniec
Szczaniec is een dorp in het Poolse woiwodschap Lubusz, in het district Świebodziński. De plaats maakt deel uit van de gemeente Szczaniec en telt 1400 inwoners.

## Verkeer en vervoer
- Station Szczaniec